# Trametes gibbosa
Trametes gibbosa, comumente chamado de suporte irregular, é um cogumelo poliporo de podridão branca. É encontrado em troncos de faias e madeira morta de outras espécies. Os corpos de frutificação tem entre 8 e 15cm de diâmetro e formato semicircular. A parte de cima da superfície geralmente é cinza ou branca, mas pode se tornar esverdeada em exemplares mais velhos, devido ao crescimento de algas. Os poros alongados se localizam na parte de baixo do cogumelo. Os corpos de frutificação frequentemente são atacados por larvas de besouro.